# Heeresgruppe F
Heeresgruppe F war die Bezeichnung eines Heeresgruppenkommandos des Heeres der Wehrmacht während des Zweiten Weltkrieges. Es war Oberkommando jeweils wechselnder Armeen sowie zahlreicher Spezialtruppen.

## Geschichte
Die Heeresgruppe wurde am 12. August 1943 im Wehrkreis XIII (Gebiet: Nord-Bayern, West-Böhmen; Hauptquartier: Nürnberg) unter Verwendung des Ober-Quartiermeister-Stabes z. b. V. aufgestellt. Der Heeresgruppe F wurde von der Heeresgruppe E das Nachrichten-Regiment 521 zugeteilt. Ab dem 25. August 1943 fungierte der Oberbefehlshaber der Heeresgruppe F zugleich als Oberbefehlshaber Südost, wodurch eine Vereinheitlichung des militärischen Oberkommandos im Südosten erreicht wurde. Diese Funktion hatte bis dahin die Heeresgruppe E übernommen. Der Heeresgruppe F unterstand über das Entstehen hinweg unter anderem die Heeresgruppe E.
Zum Einsatz kam die Heeresgruppe F im Partisanenkampf und zum Küstenschutz auf dem Balkan. Ab Oktober 1944 war sie in den Rückzugskämpfen eingebunden.
Am 25. März 1945 wurde die Heeresgruppe F aufgelöst und die Aufgaben des Oberbefehlshabers Südost gingen auf den Oberbefehlshaber der Heeresgruppe E über.

## Unterstellte Großverbände
- Heeresgruppe E
- Militärbefehlshaber Südost: von September 1943 bis zur Auflösung im September 1944
- Armeeabteilung Serbien aus dem Militärbefehlshaber Südost aufgestellt: im Oktober 1944
- 2. Panzerarmee: von September 1943 bis Dezember 1944
- LXIX. Armeekorps: Februar/März 1945
- Festungskommandant Kreta: Februar/März 1945
- Kommandant Ost-Ägäis: Februar/März 1945

## Oberbefehlshaber
Generalfeldmarschall Maximilian von Weichs war nach seiner Reaktivierung über das Bestehen der Heeresgruppe Oberbefehlshaber der Heeresgruppe F und zugleich Oberbefehlshaber Südost.
Erster Generalstabsoffizier über das Bestehen der Heeresgruppe F war der Oberst i. G. Josef Selmayr.

## Chef des Generalstabes
- Generalmajor/Generalleutnant Hermann Foertsch: von der Aufstellung im August 1943 bis März 1944
- Generalleutnant August Winter: von März 1944 bis Oktober 1944
- Generalleutnant Heinz von Gyldenfeldt: von Oktober 1944 bis zur Auflösung im März 1945